# Dissodon tenellus
Dissodon tenellus là một loài rêu trong họ Splachnaceae. Loài này được (Mitt.) A. Jaeger mô tả khoa học đầu tiên năm 1874.